# Schefflera gracilis
Schefflera gracilis är en araliaväxtart som först beskrevs av Friedrich Anton Wilhelm Miquel, och fick sitt nu gällande namn av René Viguier. Schefflera gracilis ingår i släktet Schefflera och familjen araliaväxter. Inga underarter finns listade.